# Saanen (quận)
Saanen (tiếng Đức: Amtbezirk Saanen; tiếng Pháp: District de Gessenay) là một quận hành chính cũ thuộc bang Bern của Thụy Sĩ. Saanen có diện tích 241 km², dân số theo thống kê của cục thống kê Thụy Sĩ năm 1999 là 8.438 người. Thủ phủ đóng ở Saanen. Mã bưu chính là 220.
Sau ngày 1 tháng 1 năm 2010, quận này sáp nhập vào hạt Obersimmental-Saanen, thuộc vùng lãnh thổ Oberland.
Quận gồm có 3 đô thị:
| Đô thị            | Dân số (Jan 2005) | Diện tích (km²) |
| ----------------- | ----------------- | --------------- |
| Gsteig bei Gstaad | 950               | 62,4            |
| Lauenen           | 812               | 58,7            |
| Saanen            | 6.761             | 119,8           |